# 旧施特里米希
旧施特里米希是德国莱茵兰-普法尔茨州的一个市镇。总面积8.90平方公里，总人口344人，其中男性166人，女性178人（2011年12月31日），人口密度39人/平方公里。